# Heliamphora tatei
Heliamphora tatei ist eine Pflanzenart aus der Gattung der Sumpfkrüge (Heliamphora) aus der Familie der Schlauchpflanzengewächse (Sarraceniaceae). Diese präkarnivore Pflanze gedeiht auf den Tepuis, den Tafelbergen Südamerikas.

## Beschreibung
Heliamphora tatei ist eine ausdauernde krautige Pflanze. Die Wuchshöhen von H. tatei werden recht unterschiedlich beschrieben: Barthlott et al. geben eine Wuchshöhe von maximal 4 m insbesondere für exponierte Standorte an. Diese für Heliamphora-Arten ungewöhnlich hohe Wuchshöhe liegt in der Wuchsform begründet. Während alle anderen Heliamphora-Arten bodenständige Rosetten bilden, zeichnet sich Heliamphora tatei durch verzweigtes, strauchförmiges Wachstum aus. Am Ende der jeweiligen Verzweigungen stehen die rosettig angeordneten Blätter, welche die Fallen darstellen. Diese werden bis zu 40 cm lang, sind anfangs saftig-grün und färben sich mit der Zeit in rot-beige Töne um. 
An bis zu 50 cm langen Blütenstandsschäften sind in einem traubigen Blütenstand die Blüten angeordnet. Die Blüten sind nach dem Öffnen weiß, färben sich aber später rot.

## Systematik
Heliamphora tatei wurde 1931 von Henry Gleason erstbeschrieben.
Es sind Varietäten und Formen von Heliamphora tatei bekannt und beschrieben, manche Autoren sehen darin auch eigenständige Arten:
- Heliamphora tatei Gleason var. tatei
- Heliamphora tatei f. macdonaldae (Gleason) Steyerm.
- Heliamphora tatei var. neblinae (Maguire) Steyerm.
- Heliamphora tatei var. neblinae f. parva (Maguire) Steyerm.

## Verbreitung und Lebensraum
Heliamphora tatei bildet relativ große Bestände in sogenannten Weißsandsavannen aus. Sie lebt wie alle Heliamphora-Arten auf den Tepuis, den Tafelbergen Südamerikas. Sie wächst im Süden Venezuelas und in Guyana, lediglich die Varietät Heliamphora tatei var. neblinae kommt auf dem Berg Pico da Neblina vor, über welchen die Grenze zwischen Venezuela und Brasilien verläuft, womit Heliamphora tatei auch im äußersten Norden von Brasilien zu finden ist. Gelegentlich wächst sie vergesellschaftet mit der Karnivore Brocchinia reducta.